# 参宿增廿一
獵戶座59，又名BD+01 1171，HD 40372、SAO 113315、HR 2100，是獵戶座的一颗恒星，视星等为5.9，位于銀經205.14，銀緯-10.92，其B1900.0坐标为赤經5h 53m 12.7s，赤緯+1° -10.92′ 38″。